# Eucalyptus mackintyi
Eucalyptus mackintyi là một loài thực vật có hoa trong Họ Đào kim nương. Loài này được Kottek mô tả khoa học đầu tiên năm 1990.